# Bouigane
La Bouigane est une rivière du Sud-Ouest de la France, dans le département de l'Ariège et un sous-affluent de la Garonne par le Lez et le Salat.

## Géographie
De 24,2 km de longueur, la Bouigane prend sa source dans les Pyrénées au pic de la Calabasse en Ariège et se jette dans le Lez à Audressein. La vallée qui la concerne porte le nom de Bellongue.

## Communes traversées
- Saint-Lary, Augirein, Saint-Jean-du-Castillonnais, Orgibet, Illartein, Aucazein, Argein, Audressein.

## Principaux affluents
- le Ruech : 6,4 km
- le Nédé : 6,7 km

## Protection
La Bouigane a été le premier cours d’eau ariégeois où la totalité des ouvrages hydrauliques générant des obstacles à l’écoulement ont été équipés de passes à poissons.
Le réseau hydrographique de la Bouigane en aval de Saint-Lary est protégé dans le cadre d'une ZNIEFF.